# Linus Westberg
Linus Westberg, född 27 juni 1863 i Levene socken, död 22 mars 1946, var en svensk affärsman.

## Biografi
Westberg kom 1880 till Lidköping, där han blev anställd som handelsbiträde. År 1892 anlade han, tillsammans med Haldan Nilsson-Dag, Lidköpings Bayerska bryggeri som några år senare döptes om till Bryggeriet Örnen. Sedan Jönköpings och Vulcans Tändsticksfabriks AB 1905 köpt Lidköpings Tändsticksfabrik och därefter lagt ned tillverkningen, tog Linus Westberg initiativ till att bilda Sirius Tändsticksfabrik. Dess tillverkning kom igång 1906 och blev framgångsrik, och Linus Westberg blev själv dess disponent.
Nilsson-Dag och Westberg köpte 1904 aktiemajoriteten i konkurrenten Lidköpings Bryggeri AB, varefter de två bryggerierna efter några år slogs samman och Bryggeriet Örnens anläggning byggdes om till Hotell Örnen. Westberg anlade också på 1910-talet Vänerns Träförädlingsfabrik i Lidköping.
Linus Westberg var engagerad i kommunalpolitiken, bland annat i stadens fattigvårdsstyrelse, i stads- och kyrkofullmäktige, köpmannaföreningen och Ordenssällskapet T.N.J. och i lokala järnvägsföretag.
Familjen Westbergs bostadshus i jugendstil ligger i hörnet av Älvgatan och Esplanaden bredvid Odd Fellow-huset på Älvgatan, vilket ursprungligen uppförts 1914 som bostadshus för affärspartnern Nilsson-Dag. De två köpte också tillsammans Lindholmens gård på halvön Kålland i Vänern där de lät restaurera slottsruinen.